# 2020愛你愛妳
《2020愛你愛妳》是臺灣女子團體BY2的首張寫真EP，也是第五個錄音作品。
於2012年7月13日開始預購，2012年8月3日正式發行。

## 曲目
| 曲序 | 曲名                               | 作詞                  | 作曲   | 備註 |
| 01   | 2020愛你愛妳（页面存档备份，存于） | BY2 張妍寧 Dr.Moon    | BY2    |      |
| 02   | 你並不懂我（页面存档备份，存于）   | Mr Mars 彭瀟明 楊眼眼 | 潘沁珈 |      |
| 03   | 觸動心觸動愛                       | 王帥                  | 劉永輝 |      |
| 04   | 愛情闖進門                         | 劉永輝 張研寧         | 劉永輝 |      |

## 版本
- 海島女神Miko本
- 夢遊仙境Yumi本

## 音樂錄影帶
- 2020愛你愛妳（導演：黃中平）
- 你並不懂我（導演：黃中平）
- 愛情闖進門（導演：劉永輝）
- 觸動心觸動愛

## 專輯總覽
| 第一張專輯 16未成年 | 第二張專輯 Twins | 第三張專輯 成人禮 | 第四張專輯 90'鬧Now | 第五個作品 2020愛你愛妳 寫真 + EP | 第五張專輯 MY.遊樂園 | 第六張專輯 Cat and Mouse |